# 訃報 1974年6月
訃報 1974年6月（ふほう 1974ねん6がつ）では、1974年（昭和49年）6月中に物故した、又は物故が報じられた人物についてまとめる。

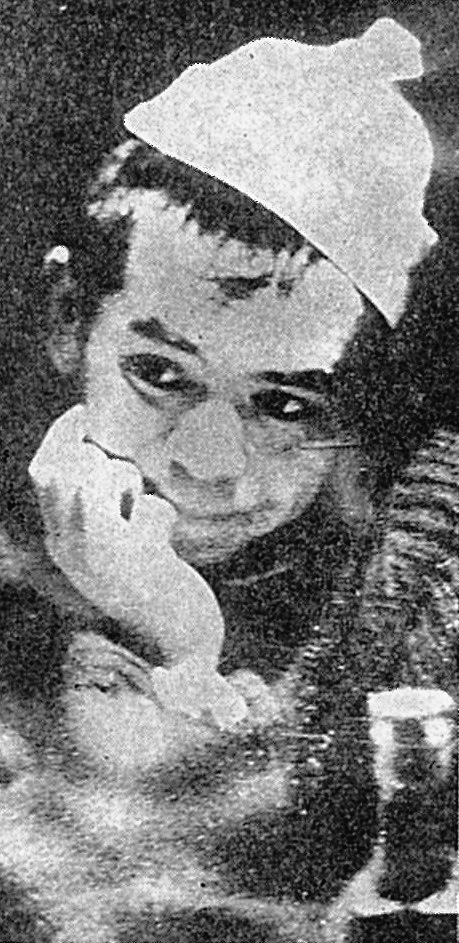
大塚清六 / 6月5日没

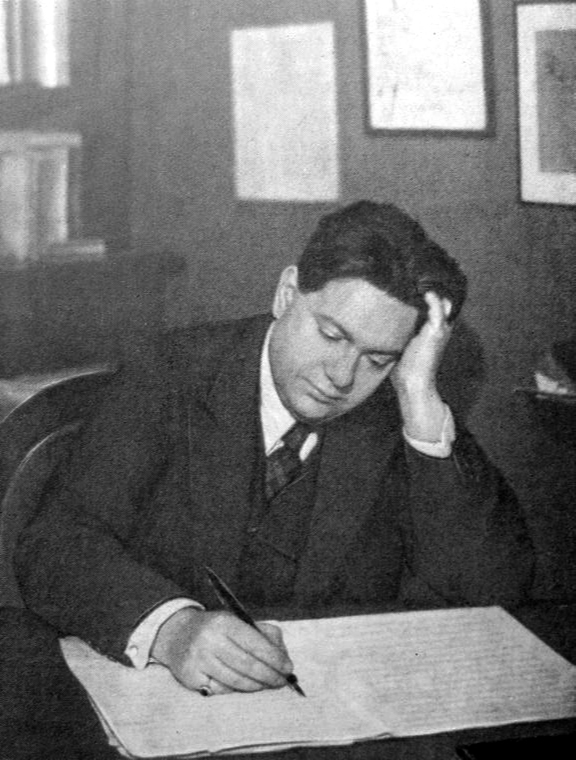
ダリウス・ミヨー / 6月22日没

## （1日 - 15日）
- 6月2日 - 風戸裕、レーサー（* 1949年）
- 6月2日 - 鈴木誠一、レーサー（* 1936年）
- 6月4日 - 益田金六、経済・利殖評論家（* 1903年）
- 6月5日 - 富恵一、元プロ野球選手（* 1941年）
- 6月5日 - 大塚清六、画家・イラストレーター（* 1923年）
- 6月7日 - 加倉井駿一、厚生官僚（* 1920年）
- 6月7日 - 塚本憲甫、医学者（* 1904年）
- 6月8日 - 谷口善太郎、小説家・政治家（* 1899年）
- 6月10日 - 崎山好春、実業家（* 1897年）
- 6月11日 - 八木林作、内務官僚（* 1883年）
- 6月12日 - 徳野大空、書道家（* 1914年）
- 6月14日 - 諏訪三郎、小説家（* 1896年）
- 6月15日 - 窪川鶴次郎、文芸評論家（* 1903年）

## （16日 - 30日）
- 6月18日 - ゲオルギー・ジューコフ、軍人（* 1896年）
- 6月19日 - 荻野康児、洋画家・水彩画家（* 1897年）
- 6月21日 - 小唄勝太郎、歌手（* 1904年）
- 6月22日 - ダリウス・ミヨー、作曲家（* 1892年）
- 6月23日 - 岡田光玉、世界真光文明教団教祖（* 1901年）
- 6月25日 - 奥村厚一、日本画家（* 1904年）
- 6月25日 - 小林哥津、小説家（* 1894年）
- 6月26日 - 矢飼督之、会社社長・元ラグビー選手（* 1909年）
- 6月26日 - 下店静市、美術史家（* 1900年）
- 6月27日 - 野本武一、部落解放運動家（* 1912年）
- 6月28日 - 木村美智男、労働運動家・政治家（* 1922年）
- 6月29日 - 結城哀草果、歌人・随筆家（* 1893年）
- 6月30日 - ヴァネヴァー・ブッシュ、技術者（* 1890年）
- 6月30日 - 若林牧春、歌人・詩人（* 1886年）